# Flatholmen (Fidjar)
Pour les articles homonymes, voir Flatholmen (homonymie).
Flatholmen est une île norvégienne dans le comté de Hordaland. Elle appartient administrativement à Fitjar.

## Géographie
Rocheuse et couverte d'une légère végétation, à fleur d'eau, elle s'étend sur environ 397 m de longueur pour une largeur approximative de 233 m. L'île compte trois bâtiments. 